# Charles Louis Spilthoorn
Charles Louis Spilthoorn (ou Spilthooren), né le 12 octobre 1804 à Kruishoutem, mort le 12 septembre 1872 à Bruxelles, était un célèbre avocat de Gand en Belgique. Il était bien connu pour la vigueur de ses principes républicains et socialistes. Il a notamment participé aux événements de Belgique dans les années 1830.

## Sa naissance
Il nait le 12.10.1804 à Kruishouten ou une rue porte son nom.
Son nom exact : Sur son acte de naissance, son nom est orthographié SPILTHOORE alors que tous ses frères et sœurs sont Orthographiés SPILTHOOREN. Il a 13 frères et sœurs dont 1 frère mort avant sa naissance.
Le père Jean Baptiste signe SPILTHOOREN alors que ses oncles Bernard et Augustin signent SPILTHOORE.

## Son parcours
Après avoir obtenu en 1829 son titre de docteur en droit à l'Université de Gand (diplôme du 22 décembre 1829) où il avait présenté sa thèse latine De poena mortis dans laquelle il se montrait déjà adversaire de la peine de mort, il s'installa comme avocat à Gand. Il se signala comme défenseur de l'usage du néerlandais dans la vie juridique, afin que le peuple (parlant principalement cette langue) puisse comprendre plus facilement, ce qui le mit en conflit avec Van Maanen, qui était pourtant un éminent orangiste.
Lors de la révolution belge de 1830, il prit parti pour les patriotes, tout en montrant de la sympathie pour les démocrates tant de la gauche libérale que des catholiques ouverts.
C'est ainsi qu'on le désigna à titre provisoire  à la tête d'un triumvirat (composé de C.L Spilthoorn, Ch. Coppens et F. Vergauwen) chargé de l'administration de la province de Flandre orientale, jusqu'à ce qu'il cède ses fonctions au gouverneur désigné. Ses compratriotes lui témoignèrent leur confiance en le désignant alors comme commandant de la compagnie d'artillerie de la Garde Civique de Gand.
Lorsque les élections mirent à la tête de Gand une majorité orangiste, ce fut Spilthoorn qu'on désigna comme chef de la Commission de Sûreté.
En février 1831, il dévoila ses sympathies républicaines en adhérant à l'Association pour l'Indépendance, association marginale qui œuvrait pour l'installation d'une république. Il se montra également hostile au traité des XVIII articles et préconisait d'empêcher la diminution qu'il imposait au territoire belge, en le défendant par les armes; l'on parla même de s'emparer de la personne du régent Surlet de Choquier, de circonvenir le Parlement et de déclarer la guerre à la Hollande!
Lors de l'arrivée sur le trône de Léopld Ier, Spilthoorn fut bien entendu démis de ses fonctions au sein du Comité de Sûreté. On délivra contre lui un mandat d'arrêt, mais il parvint à s'échapper à la nage.

## Le républicain
Homme d'opposition, il se mêla aux milieux républicains et collabora dès 1842 avec Jacob Kats pour mettre sur pied divers groupements démocratiques dans les villes de Flandre.
Il fonda également un journal Artevelde comme organe de propagation des idées républicaines.
À Gand il adhéra à un groupe républicain la Société Huet, regroupant quelques intellectuels républicains.

## L'affaire deRisquons-toutet la révolution de 1848 en France
Après l'affaire de « Risquons-tout », pour laquelle il est considéré comme l'un des principaux meneurs, il est poursuivi en justice. Pour ce procès il est défendu par l'avocat Léopold Sancke et est condamné à mort le 30 août 1848. Un arrêté royal, daté du 21 novembre 1848, commue sa peine de mort en réclusion de 30 années.
L'avocat Spilthoorn sort du fort de Huy au mois de janvier 1855, après plus de six ans de détention, le restant de sa peine lui ayant été remis par le Roi, sous condition de s'embarquer pour les États-Unis et d'y fixer sa résidence. Cette expatriation forcée était, du reste, dans les désirs du prisonnier.
En 1870, Spilthoorn est autorisé à rentrer en Belgique. Par décision du Conseil de discipline, datée du 14 décembre 1870 et signée par son secrétaire M. Delandtsheere. Il est alors porté au tableau de l'ordre des avocats exerçant près la Cour d'appel de Bruxelles. En avril 1871, il vient à Paris se mettre à la disposition de la Commune de Paris (le Mot d'ordre, 24 avril) sans qu'on sache la suite de cette démarche.
Il meurt le 12 septembre 1872, à Bruxelles et est enterré par les soins de la Libre pensée. Chose curieuse, ni le journal L'Internationale, ni La Liberté, ne parlèrent de sa mort. Il avait pourtant lutté et souffert pour la cause démocratique et l'émancipation du peuple...